# Альфредо Саяс-і-Альфонсо
Альфредо де Саяс-і-Альфонсо (ісп. Alfredo de Zayas y Alfonso; 21 лютого 1861 — 11 квітня 1934) — кубинський правник, історик, поет і політик, четвертий президент Куби.

## Біографія
Народився в аристократичній родині, що володіла цукровими плантаціями. Був п'ятою дитиною доктора Хосе Марії де Саяса-і-Хіменеса, відомого правника і педагога, та його дружини Лютгарди Альфонсо-і-Естради. Його братами були доктор Хуан Бруно де Саяс-і-Альфонсо, лікар і революціонер, герой війни за незалежність Куби, та доктор Франсіско де Саяс-і-Альфонсо, багаторічний представник Куби в Парижі та Брюсселі.
Як один з лідерів повстання 1895 року, відмовився від використання шляхетного префіксу «де» у своєму імені, та став відомий просто як Альфредо Саяс. Окрім успішної юридичної практики, брав також активну участь у кубинських літературних колах, зокрема був співредактором журналу «Cuba Literaria».

### Війна за незалежність
Позаяк Саяс був інтелектуалом, а не військовим лідером, під час війни за незалежність Куби 1895—1898 років він був заарештований та відправлений до в'язниці в африканській Сеуті. Під час депортації (20 вересня 1896), перебуваючи транзитом у Мадриді, він написав одні з найкращих своїх поетичних творів, зокрема «Коли випадає сніг», що згодом було опубліковано у першому томі повного зібрання його поезії.

### Політична кар'єра
Після завершення іспансько-американської війни повернувся на батьківщину, де став тимчасовим мером Гавани. 1901 року був обраний членом Конституційної конвенції та став її секретарем. Будучи запеклим противником американської окупації Куби, голосував проти поправки Платта та проти розміщення американської військово-морської бази в бухтах Гуантанамо та Байя-Хонда.
1908 року Саяс очолив Ліберальну партію та за результатами виборів був обраний на посаду віцепрезидента. Результати виборів 1916 року, перемогу на яких здобув Маріо Гарсія Менокаль, Саяс не визнав та підбурив повстання проти новообраного президента. Той зумів придушити виступи за підтримки США, які висадили на Кубі загони морської піхоти. Таку військову допомогу американці надали в обмін на дозвіл розмістити свої війська в затоці Гуантанамо. Самого Саяса було ув'язнено.
1920 року, виборовши більшість голосів на виборах, Саяс зрештою став президентом Куби. За його каденції почались процеси з надання права голосу жінкам (резолюція Сенату 1921 року); проводились перемовини щодо повернення кубинського суверенітету над островом Ісла-де-ла-Хувентуд, який був окупований Сполученими Штатами від 1898 року (договір Хея-Кедади 1925 року); отримано позику в розмірі 50 мільйонів доларів від банкірського дому J.P. Morgan & Co.; вперше забезпечено повну свободу слова та преси. 10 жовтня 1922 року було запущено першу кубинську радіостанцію PWX.
Коли Саяс 1921 року став президентом, його країна перебувала у стані банкрутства, маючи борг 40 мільйонів доларів, а ціни на цукор впали з 22 до 3 центів за фунт. Попри це, він зумів здійснити низку реформ, зокрема в освіті.

### Подальше життя
Альфредо Саяс не балотувався на другий термін, зосередившись на власних літературних та історичних інтересах, зокрема на публікації своєї головної праці, 2-томника «Lexicografia Antillana», що його попередньо було видано 1914 року. До самої своєї смерті обіймав посаду президента Історичної академії.

## Родина
1884 року Саяс одружився з Маргаритою Тересою Клаудією дель Кармен Аррієтою-і-Діаго. Від того шлюбу народились четверо дітей: Маргарита (1886—1964), Альфредо (1888—1929), Франсіско (1889—1934) та Марія-Тереса Саяс Аррієта (1892—1952). 1914 року одружився вдруге з Марією де ла Асунсьйон Хаен-і-Планас. Поза шлюбом він мав ще одного сина.
Його правнук — відомий історик і правник Альфред-Мауріс де Саяс.